# Xã Upper Tyrone, Quận Fayette, Pennsylvania
Xã Upper Tyrone (tiếng Anh: Upper Tyrone Township) là một xã thuộc quận Fayette, tiểu bang Pennsylvania, Hoa Kỳ. Năm 2010, dân số của xã này là 2.059 người.